# Puccinia porri

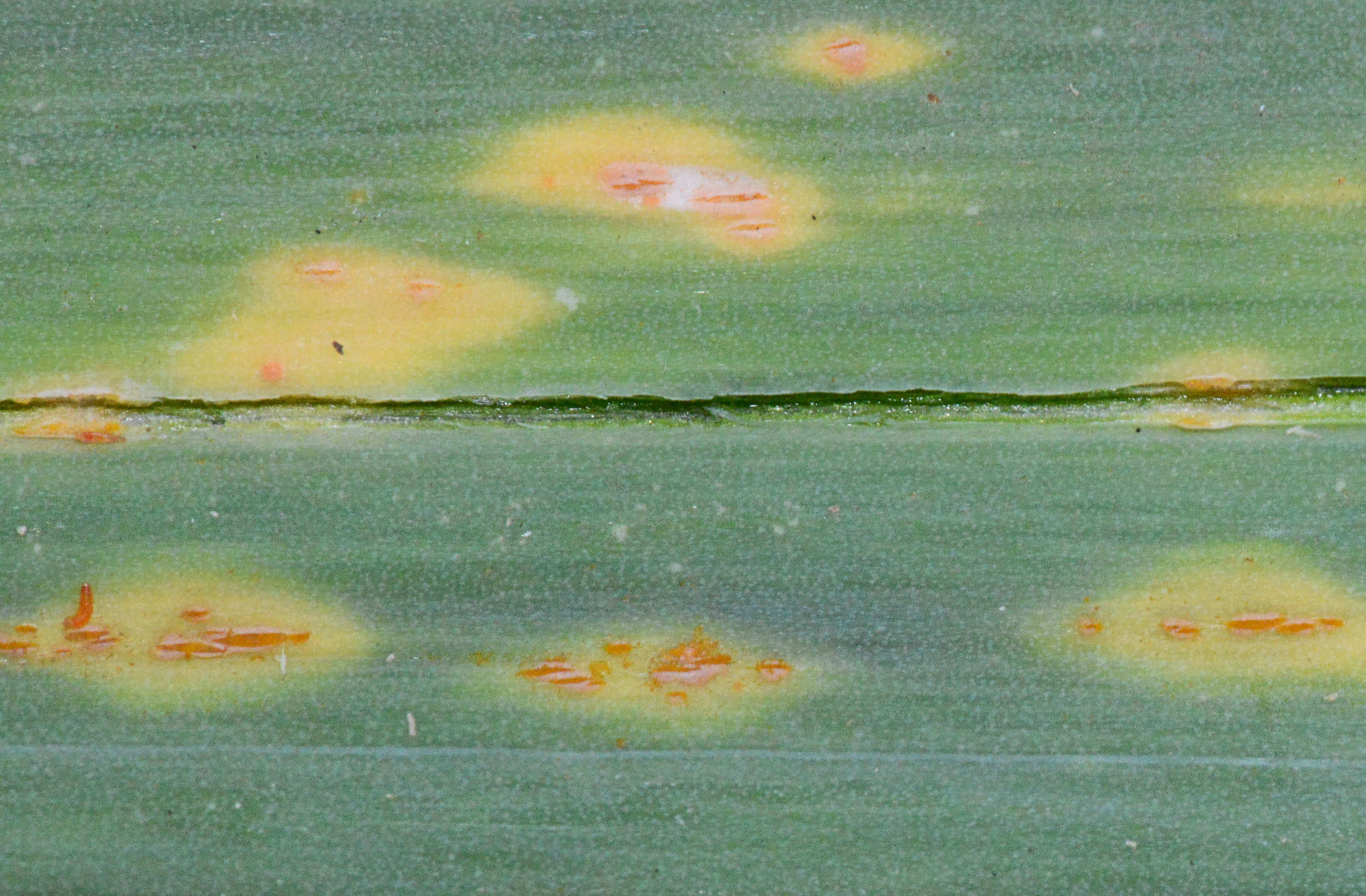
Ecja na liściu pora

Puccinia porri (Sowerby) G. Winter – gatunek grzybów z rodziny rdzowatych (Pucciniaceae). Grzyb mikroskopijny, pasożytujący na różnych gatunkach z rodzaju Allium (cebula, czosnek, por). Wywołuje u nich chorobę zwaną rdzą pora.

## Systematyka i nazewnictwo
Pozycja w klasyfikacji według Index Fungorum: Puccinia, Pucciniaceae, Pucciniales, Incertae sedis, Pucciniomycetes, Pucciniomycotina, Basidiomycota, Fungi.
Po raz pierwszy zdiagnozował go w 1810 r. J. Sowerby nadając mu nazwę Uredo porri. Obecną, uznaną przez Index Fungorum nazwę nadał mu J.H.G. Winter w 1881 r.
Synonimy:

- Coeomurus porri (Sowerby) Gray 1821
- Dicaeoma allii (DC.) Kuntze 1898
- Dicaeoma porri (Sowerby) Kuntze 1898
- Puccinia allii (DC.) F. Rudolphi, 1829
- Puccinia blasdalei Dietel & Holw. 1893
- Puccinia mixta Fuckel 1870
- Uredo alliorum DC., 1815
- Uredo alliorum DC. var. alliorum
- Uredo porri Sowerby 1810
- Uromyces alliorum (DC.) Lév. 1847
- Uromyces durus Dietel 1907
- Xyloma allii DC. 1815
- Xyloma allii DC. 1815 var. allii
- Xyloma allii var. foliorum DC. 1815
- Xyloma allii var. scapi DC. 1815

## Morfologia i rozwój
Jest pasożytem jednodomowym, tzn. cały jego cykl rozwojowy odbywa się na jednym żywicielu. Jest rdzą niepełnocyklową, wytwarzającą 3 rodzaje zarodników: ecjospory, urediniospory i teliospory.
Nitkowate strzępki grzybni rosną między komórkami miękiszu spichrzowego pora, do wnętrza komórek zapuszczając ssawki. Miseczkowate ecja powstają w pierścieniach na powierzchni liści. Tworzą się w nich hialinowe i brodawkowate ecjospory o kształcie od kulistego do jajowatego i rozmiarach 22–32 × 21–24 μm. Uredinia o nieregularnym kształcie. Powstają w nich brązowe, przeważnie elipsoidalne i brodawkowate urediniospory o rozmiarach 28–32 × 21–28 μm. Telia o kształcie kulistym lub wydłużonym. Teliospory jedno–, rzadko dwukomórkowe o zmiennym kształcie i rozmiarach 17–63 × 17–24 μm. Osadzone są na krótkim, hialinowym trzonku.

## Występowanie
Występuje na całej półkuli północnej.
Pasożytuje na szczypiorku (Allium schoenoprasum), porze (Allium ampeloprasum), cebuli (Allium cepa), czosnku modrym (Allium cyaneum), czosnku dętym (Allium fistulosum), czosnku pospolitym (Allium sativum), czosnku wężowym (Allium scorodoprasum), czosnku wężowym (Allium scorodoprassum) i czosnku winnicowym (Allium scorodoprasum).

## Gatunki podobne
Przez niektóre źródła wymieniany jest gatunek Puccinia allii (DC.) F. Rudolphi. Według Index Fungorum jest on synonimem P. porri. Na cebuli podawane są także inne gatunki rodzaju Puccinia; P. allii-cepulae Mundk. & Thirum., P. allii-japonici Dietel i P. sessilis J. Schröt.